# جاك جونسون (محامي)
جاك جونسون (بالإنجليزية: Jack Johnson)‏ هو محامي أمريكي، ولد في 1852، وتوفي في 1887 بسبب سل.